# Markaryd
Markaryd es una localidad ubicada en la provincia de Kronoberg en Suecia. Hay alrededor de 3966 habitantes, desde el último censo realizado en 2010 en esa ciudad.

## Ciudad hermanada
Bytów, Polonia

## Personalidad destacada
Nattramn, cantante de black metal